# Guy Novès
Guy Novès (Tolosa, 5 febbraio 1954) è un ex rugbista a 15 e allenatore di rugby a 15 francese, la cui carriera sportiva è legata allo Stade Toulousain, club con il quale, nel ruolo di tre quarti ala, vanta due titoli di campione di Francia e, da allenatore, altri dieci, aggiunti a quattro titoli di campione d'Europa, che lo hanno reso uno dei tecnici più titolati del mondo del rugby.
Nominato nel 2010 dall'European Rugby Cup miglior tecnico del primo quindicennio di Coppe europee, rifiutò nel 2011 l'offerta di dirigere la Nazionale francese, posto lasciato libero dal dimissionario Marc Lièvremont; quattro anni più tardi, dopo la Coppa del Mondo di rugby 2015, accettò altresì l'incarico avvicendandosi al C.T. uscente Philippe Saint-André; è stato sollevato dall'incarico il 27 dicembre 2017 dopo solo 7 vittorie in un biennio e sostituito da Jacques Brunel.

## Biografia
Nipote di un repubblicano spagnolo rifugiato oltreconfine in Francia, Guy Novès era atleta in gioventù (fu campione francese cadetti sui 1 200 metri).
Giunse al rugby intorno ai vent'anni e fu giocatore nella squadra militare del Bataillon de Joinville nel 1973 e, nella stagione successiva, nel CREPS (centro d'educazione popolare e sportiva).
Nel 1975 divenne insegnante di educazione fisica ed entrò nello Stade Toulousain, con cui esordì ufficialmente il 9 novembre di quell'anno nel torneo Yves-du-Manoir e, in campionato, il 16 novembre successivo contro il Tulle.
A novembre 1977 debuttò in Nazionale francese, proprio a Tolosa, per il primo di due incontri con la Nuova Zelanda in occasione del tour europeo di quell'anno degli All Blacks, una vittoria 18-13; fu in campo anche per il secondo test match della serie, una sconfitta a Parigi; sempre con la Nazionale si aggiudicò la Coppa FIRA 1977-78 e prese parte ai Cinque Nazioni 1978 e 1979; nel corso di quest'ultimo disputò il suo ultimo incontro internazionale, a Parigi contro il Galles.
Con il club vinse, invece, sotto la guida tecnica di Pierre Villepreux e Jean-Claude Skrela, due titoli francesi consecutivi, nel 1985 e 1986, rispettivamente l'ottavo e il nono del Tolosa, che mancava la vittoria da trentasette stagioni.

### Carriera da allenatore
Fu proprio quando Villepreux e Skrela lasciarono la panchina del Tolosa che Novès prese il loro posto nel 1989 per un breve periodo, in cui la squadra si aggiudicò (1988-89) il suo decimo titolo; più tardi, nel 1993, con il consolidamento della presidenza di Jean-René Bouscatel, ex giocatore e neoproprietario del club, Novès riassunse la direzione tecnica della squadra.

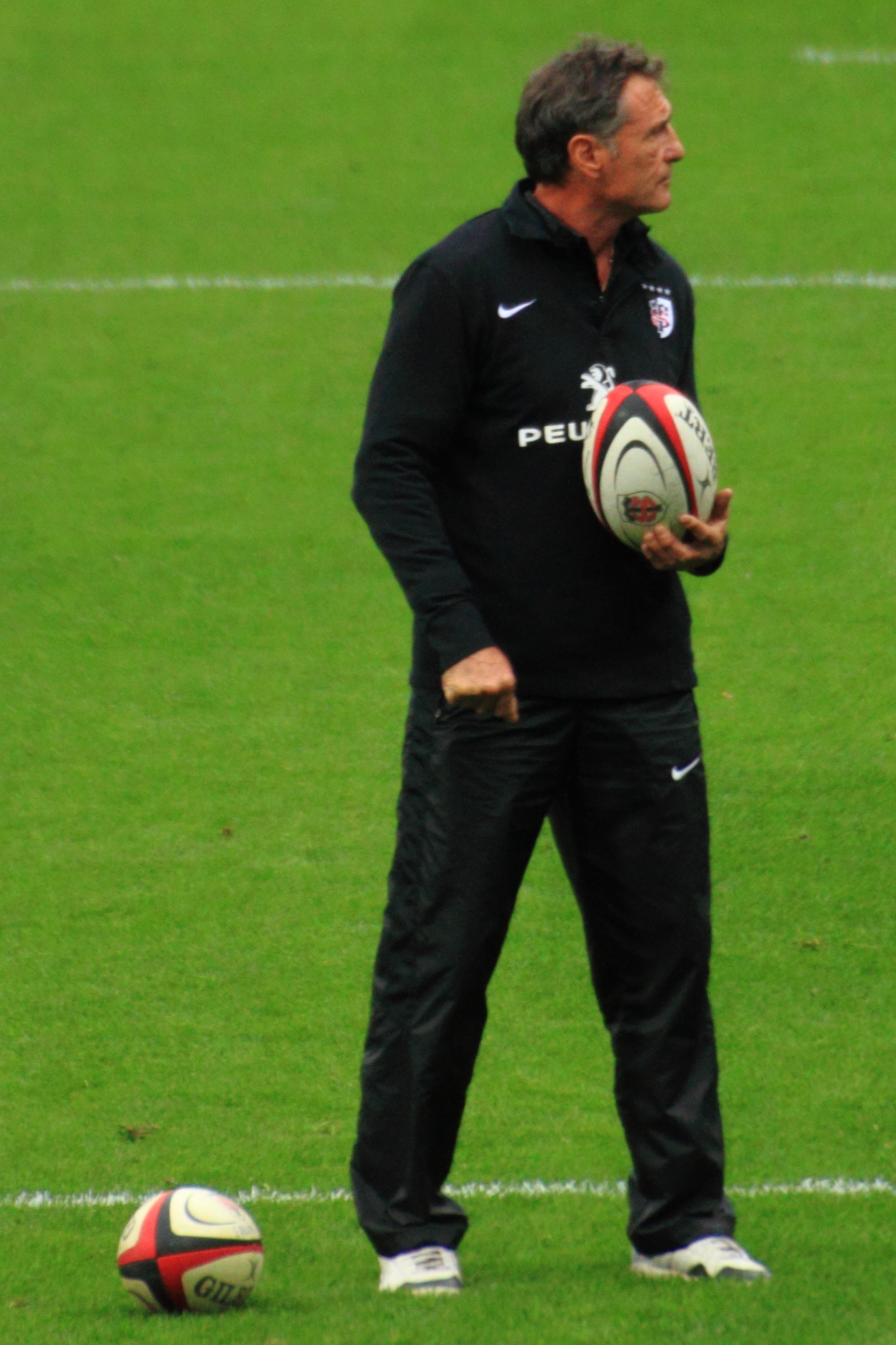
Novès dirige un riscaldamento prima dell'incontro con il Perpignano, 2011

Al primo anno della nuova gestione il Tolosa si aggiudicò subito il campionato, il suo decimo (1993-94), grazie a un'ossatura di squadra composta da elementi di statura internazionale che avevano rappresentato la Francia a livello di Coppa del Mondo come Christophe Deylaud, Xavier Garbajosa, Christian Califano e Ugo Mola; nel 1995 la disciplina passò al professionismo e nacquero le competizioni europee per club, e il Tolosa prese parte fin dall'inizio alla Coppa Europa (la Heineken Cup), vincendone subito la prima edizione e laureandosi campione continentale.
Quello del 1994 fu solo il primo di quattro titoli consecutivi che Novès assicurò al Tolosa: la squadra dominò il campionato fino al 1997 battendo in finale Castres (1995), Brive (1996) e Bourgoin-Jallieu (1997), dapprima raggiungendo il Béziers a quota 11 titoli e, successivamente, imponendosi come il club più vittorioso di Francia a quota 14.
Un quindicesimo titolo sotto la gestione di Novès giunse nel 1999, quando il Tolosa batté in finale il Montferrand, avversario affrontato anche in occasione della vittoria del sedicesimo Bouclier de Brennus nel 2001.
Nel 2003 vinse la finale tutta francese di Heineken Cup contro il Perpignano e si laureò per la seconda volta campione d'Europa; il terzo titolo giunse due anni più tardi, nel 2005, quando a essere sconfitta fu di nuovo un'altra francese, lo Stade français.
All'inizio del 2006 Novès fu insignito dalla presidenza della repubblica francese dell'onorificenza di Cavaliere della legion d'onore per i suoi contributi al rugby del Paese.
Nel 2008 Novès guidò il Tolosa al suo diciassettesimo titolo di campione di Francia e due anni più tardi condusse la squadra alla sua sesta finale di Heineken Cup: nell'occasione, alla vigilia dell'incontro che vedeva il Tolosa opposto, ancora una volta, a una connazionale, il Biarritz, Novès fu nominato dall'European Rugby Cup miglior allenatore del primo quindicennio di competizioni ufficiali europee, con uno score fino ad allora di tre Coppe vinte, 109 incontri diretti di cui 77 vinti e 4 pareggiati.
Con la successiva vittoria in finale, Novès rese il Tolosa il club più titolato d'Europa con quattro Coppe.
Nel 2011 condusse inoltre la squadra al suo diciottesimo titolo, bissato l'anno successivo.
Sono complessivamente 12 i titoli di campione di Francia a tutto il 2015 vinti da Novès nel Tolosa, due dei quali da giocatore, sul totale di 19 che il club può vantare, in aggiunta alle quattro vittorie in Heineken Cup, competizione che ha visto Novès guidare la squadra fin dalla sua prima edizione.
Nel corso degli anni Novès si è costruito la fama di lavoratore rigoroso e che non lascia nulla all'improvvisazione, in questo considerato tra coloro che meglio si sono adattati al passaggio al professionismo: il suo ex compagno di squadra Karl Janik, a sottolinearne l'importanza data al controllo e alla supervisione di ogni aspetto della guida tecnica della squadra, affermò in un'intervista a Libération che «[Novès] ha una fifa blu di perdere il suo boccone: vuole il successo del club ma sotto la sua direzione»; uno dei suoi migliori ex giocatori, il terza linea Fabien Pelous (al club per 12 stagioni) rimarcò come Novès fosse legato all'idea di vittoria e del miglioramento continuo; viene anche considerato un personaggio capace di suscitare solo sentimenti netti nei suoi confronti, per cui «lo si ama o lo si detesta» per via del carattere che mostra in pubblico.
Nel febbraio 2013 Novès, sulla panchina di Tolosa-Perpignano, tagliò il traguardo delle 1 000 partite ufficiali cui aveva preso parte sia da giocatore che da allenatore negli, allora, 38 anni di carriera.
Di esse, quelle da giocatore furono 259 (189 in campionato con 53 mete, 58 in Yves-du-Manoir con 23 mete, 12 in Coppa di Francia con 7 mete).

### La Nazionale francese
In previsione delle dimissioni del C.T. della Nazionale francese Marc Lièvremont (poi formalizzate dal tecnico uscente alla fine della Coppa del Mondo di rugby 2011, che la Francia concluse al secondo posto essendo stata battuta in finale dalla Nuova Zelanda), la Federazione aveva contattato Novès per offrirgli l'incarico di nuovo C.T. per il quadriennio successivo, ottenendo tuttavia un rifiuto, motivato dallo stesso Novès con la volontà di non indebolire il Tolosa in quanto, accettando l'incarico, avrebbe dovuto portare con sé tutto lo staff tecnico e medico con cui lavora, cosa questa che avrebbe procurato un grave danno al club; «a malincuore», quindi, decise di non accettare l'offerta per la quale si dichiarò comunque «onorato».
L'incarico andò poi a Philippe Saint-André.
Quattro anni più tardi, tuttavia, quando Saint-André comunicò le dimissioni dall'incarico dopo la Coppa del Mondo di rugby 2015, Novès si dichiarò disponibile a guidare la Nazionale e fu scelto dalla Federazione tra una rosa di nomi che comprendevano, tra l'altro, Fabien Galthié e Clive Woodward.
A fine dicembre 2017, dopo 21 partite guidate dalla panchina con solo 7 vittorie e un pareggio, il presidente federale Bernard Laporte sollevò Novès dall'incarico, facendogli quindi guadagnare il primato negativo di primo C.T. francese a essere rimosso prima di fine mandato; al suo posto fu nominato Jacques Brunel, dal 2011 al 2016 C.T. dell'Italia.

### Vita privata
Novès è sposato con Françoise, un medico anestesista, e ha tre figli, il primo dei quali è un maschio; sua figlia Valérie è legata sentimentalmente a Vincent Clerc, giocatore del Tolosa: la coppia ha avuto una bambina il 2 gennaio 2011 proprio mentre Clerc, sotto la guida di Novès, era impegnato in campo durante un incontro di campionato con il Castres.
Nonostante sia nipote di un repubblicano spagnolo scampato al franchismo, Novès non ha mai nascosto di riconoscersi politicamente in idee di destra, motivandole con il fatto che a suo giudizio tale schieramento politico riconosca maggiormente i meriti e l'importanza dei lavoratori e del lavoro, aggiungendo che in venticinque anni di insegnamento non ha mai scioperato.

## Palmarès

### Giocatore
- Coppa FIRA : 1
Francia: 1977-78
- Campionati francesi: 2
Tolosa: 1984-85, 1985-86
- Coppe di Francia: 1
Tolosa: 1987-88

### Allenatore
- Campionati francesi: 10
Tolosa: 1988-89, 1993-94, 1994-95, 1995-96, 1996-97, 1998-99, 2000-01, 2007-08, 2010-11, 2011-12
- Coppe di Francia: 3
Tolosa: 1992-93, 1994-95, 1997-98
- Heineken Cup: 4
Tolosa: 1995-96, 2002-03, 2004-05, 2009-10